# Diocesi di Evansville
La diocesi di Evansville (in latino Dioecesis Evansvicensis) è una sede della Chiesa cattolica negli Stati Uniti d'America suffraganea dell'arcidiocesi di Indianapolis. Nel 2021 contava 72.206 battezzati su 511.728 abitanti. È retta dal vescovo Joseph Mark Siegel.

## Territorio
La diocesi comprende 12 contee dell'Indiana, negli Stati Uniti d'America: Vanderburgh, Posey, Warrick, Gibson, Knox, Daviess, Pike, Sullivan, Greene, Martin, Dubois e parte della Spencer.
Sede vescovile è la città di Evansville, dove si trova la cattedrale di San Benedetto (St. Benedict Cathedral). A Vincennes si trova l'ex cattedrale di San Francesco Saverio, oggi basilica minore, che fu la sede primitiva dei vescovi di Indianapolis.
Il territorio si estende su 12.975 km² ed è suddiviso in 45 parrocchie.

## Storia
La diocesi è stata eretta il 21 ottobre 1944 con la bolla Ecclesiae universalis di papa Pio XII, ricavandone il territorio dalla diocesi di Indianapolis, che lo stesso giorno è stata elevata ad arcidiocesi.
Nel 1948 si tenne il primo sinodo diocesano, seguito dal secondo nel 1958 e dal terzo nel 1969.
Nel 1965 la cattedrale dell'Assunzione fu venduta e la chiesa demolita. La chiesa della Santissima Trinità divenne pro-cattedrale.
Nel 1970 l'ex cattedrale di San Francesco Saverio a Vincennes fu elevata a basilica minore.
Nel 1977 furono ordinati i primi diaconi permanenti della diocesi.
Nel 1993 si tenne il quarto sinodo diocesano.
L'11 aprile 1999 la chiesa di San Benedetto è diventata la cattedrale della diocesi.
Negli anni dal 2014 al 2017 un consistente numero di accorpamenti riduce notevolmente il numero di parrocchie della diocesi.

## Cronotassi dei vescovi
Si omettono i periodi di sede vacante non superiori ai 2 anni o non storicamente accertati.
- Henry Joseph Grimmelsman † (11 novembre 1944 - 18 ottobre 1965 ritirato[2])
- Paul Francis Leibold † (4 aprile 1966 - 23 luglio 1969 nominato arcivescovo di Cincinnati)
- Francis Raymond Shea † (1º dicembre 1969 - 11 marzo 1989 ritirato)
- Gerald Andrew Gettelfinger (11 marzo 1989 - 26 aprile 2011 ritirato)
- Charles Coleman Thompson (26 aprile 2011 - 13 giugno 2017 nominato arcivescovo di Indianapolis)
- Joseph Mark Siegel, dal 18 ottobre 2017

## Statistiche
La diocesi nel 2021 su una popolazione di 511.728 persone contava 72.206 battezzati, corrispondenti al 14,1% del totale.
| anno | popolazione | popolazione | popolazione | presbiteri | presbiteri | presbiteri | presbiteri                | diaconi | religiosi | religiosi | parrocchie |
| anno | battezzati  | totale      | %           | numero     | secolari   | regolari   | battezzati per presbitero | diaconi | uomini    | donne     | parrocchie |
| ---- | ----------- | ----------- | ----------- | ---------- | ---------- | ---------- | ------------------------- | ------- | --------- | --------- | ---------- |
| 1950 | 57.258      | 394.725     | 14,5        | 106        | 84         | 22         | 540                       |         |           | 418       | 66         |
| 1966 | 81.512      | 419.530     | 19,4        | 147        | 128        | 19         | 554                       |         | 2         | 433       | 74         |
| 1970 | 83.634      | 421.000     | 19,9        | 278        | 121        | 157        | 300                       |         | 170       | 442       | 70         |
| 1976 | 89.578      | 435.177     | 20,6        | 131        | 113        | 18         | 683                       |         | 21        | 527       | 75         |
| 1980 | 91.701      | 447.000     | 20,5        | 138        | 122        | 16         | 664                       | 15      | 16        | 448       | 74         |
| 1990 | 83.125      | 480.060     | 17,3        | 121        | 111        | 10         | 686                       | 26      | 12        | 370       | 73         |
| 1999 | 89.973      | 482.447     | 18,6        | 113        | 104        | 9          | 796                       | 22      | 2         | 324       | 70         |
| 2000 | 91.043      | 482.447     | 18,9        | 101        | 92         | 9          | 901                       | 22      | 11        | 310       | 70         |
| 2001 | 90.812      | 486.500     | 18,7        | 94         | 87         | 7          | 966                       | 21      | 9         | 308       | 70         |
| 2002 | 89.087      | 491.121     | 18,1        | 95         | 88         | 7          | 937                       | 21      | 9         | 304       | 70         |
| 2003 | 89.464      | 490.986     | 18,2        | 91         | 84         | 7          | 983                       | 20      | 9         | 282       | 79         |
| 2004 | 89.015      | 491.956     | 18,1        | 86         | 80         | 6          | 1.035                     | 21      | 8         | 268       | 70         |
| 2006 | 87.821      | 497.433     | 17,7        | 84         | 77         | 7          | 1.045                     | 42      | 9         | 279       | 70         |
| 2010 | 87.800      | 501.000     | 17,5        | 75         | 70         | 5          | 1.170                     | 52      | 5         | 250       | 69         |
| 2013 | 90.100      | 510.752     | 17,6        | 69         | 64         | 5          | 1.305                     | 48      | 5         | 238       | 69         |
| 2016 | 76.218      | 512.870     | 14,9        | 71         | 65         | 6          | 1.073                     | 57      | 7         | 208       | 54         |
| 2019 | 75.838      | 512.393     | 14,8        | 69         | 64         | 5          | 1.099                     | 60      | 5         | 207       | 45         |
| 2021 | 72.206      | 511.728     | 14,1        | 71         | 66         | 5          | 1.016                     | 59      | 5         | 207       | 45         |